# Élton Calé
Élton Calé, pseudonimo di Élton Pereira Gomes (Sorocaba, 12 luglio 1988), è un calciatore brasiliano, attaccante svincolato.

## Carriera
Il 1º luglio 2019 viene acquistato a titolo definitivo dalla squadra albanese del Tirana.

## Statistiche

### Presenze e reti nei club
Statistiche aggiornate al 21 agosto 2021.
| Stagione        | Squadra           | Campionato      | Campionato | Campionato | Coppe nazionali | Coppe nazionali | Coppe nazionali | Coppe continentali | Coppe continentali | Coppe continentali | Altre coppe | Altre coppe | Altre coppe | Totale | Totale |
| Stagione        | Squadra           | Comp            | Pres       | Reti       | Comp            | Pres            | Reti            | Comp               | Pres               | Reti               | Comp        | Pres        | Reti        | Pres   | Reti   |
| --------------- | ----------------- | --------------- | ---------- | ---------- | --------------- | --------------- | --------------- | ------------------ | ------------------ | ------------------ | ----------- | ----------- | ----------- | ------ | ------ |
| gen.-giu. 2017  | Kukësi            | KS              | 15         | 2          | CA              | 2               | 0               | UEL                | -                  | -                  | SA          | -           | -           | 17     | 2      |
| 2017-2018       | Kukësi            | KS              | 29         | 5          | CA              | 5               | 1               | UCL                | 2                  | 0                  | SA          | 0           | 0           | 36     | 6      |
| Totale Kukësi   | Totale Kukësi     | Totale Kukësi   | 44         | 7          |                 | 7               | 1               |                    | 2                  | 0                  |             | 0           | 0           | 53     | 8      |
| 2018-2019       | Flamurtari Valona | KS              | 19         | 0          | CA              | 1               | 1               | -                  | -                  | -                  | -           | -           | -           | 20     | 1      |
| 2019-2020       | Tirana            | KS              | 28         | 4          | CA              | 4               | 2               | -                  | -                  | -                  | -           | -           | -           | 32     | 6      |
| 2020-2021       | Tirana            | KS              | 16         | 3          | CA              | 0               | 0               | UCL+UEL            | 2+1                | 0                  | SA          | 1           | 0           | 20     | 3      |
| Totale Tirana   | Totale Tirana     | Totale Tirana   | 46         | 7          |                 | 4               | 2               |                    | 3                  | 0                  |             | 1           | 0           | 54     | 9      |
| Totale carriera | Totale carriera   | Totale carriera | 109        | 14         |                 | 12              | 4               |                    | 5                  | 0                  |             | 1           | 0           | 127    | 18     |

## Palmarès

### Club

#### Competizioni nazionali
- Campionato albanese: 2

Kukësi: 2016-2017
Tirana: 2019-2020